# Giz
O giz, cré ou greda é uma rocha sedimentar porosa, uma espécie de calcário branco constituído essencialmente por carbonato de cálcio sob a forma de calcite. O giz forma-se em condições de águas relativamente profundas a partir da acumulação gradual de minúsculas placas de calcite (cocólitos) largadas por microrganismos chamados cocolitóforos. É comum encontrar nódulos de cherte e sílex engastados no giz.

## Falésias de giz

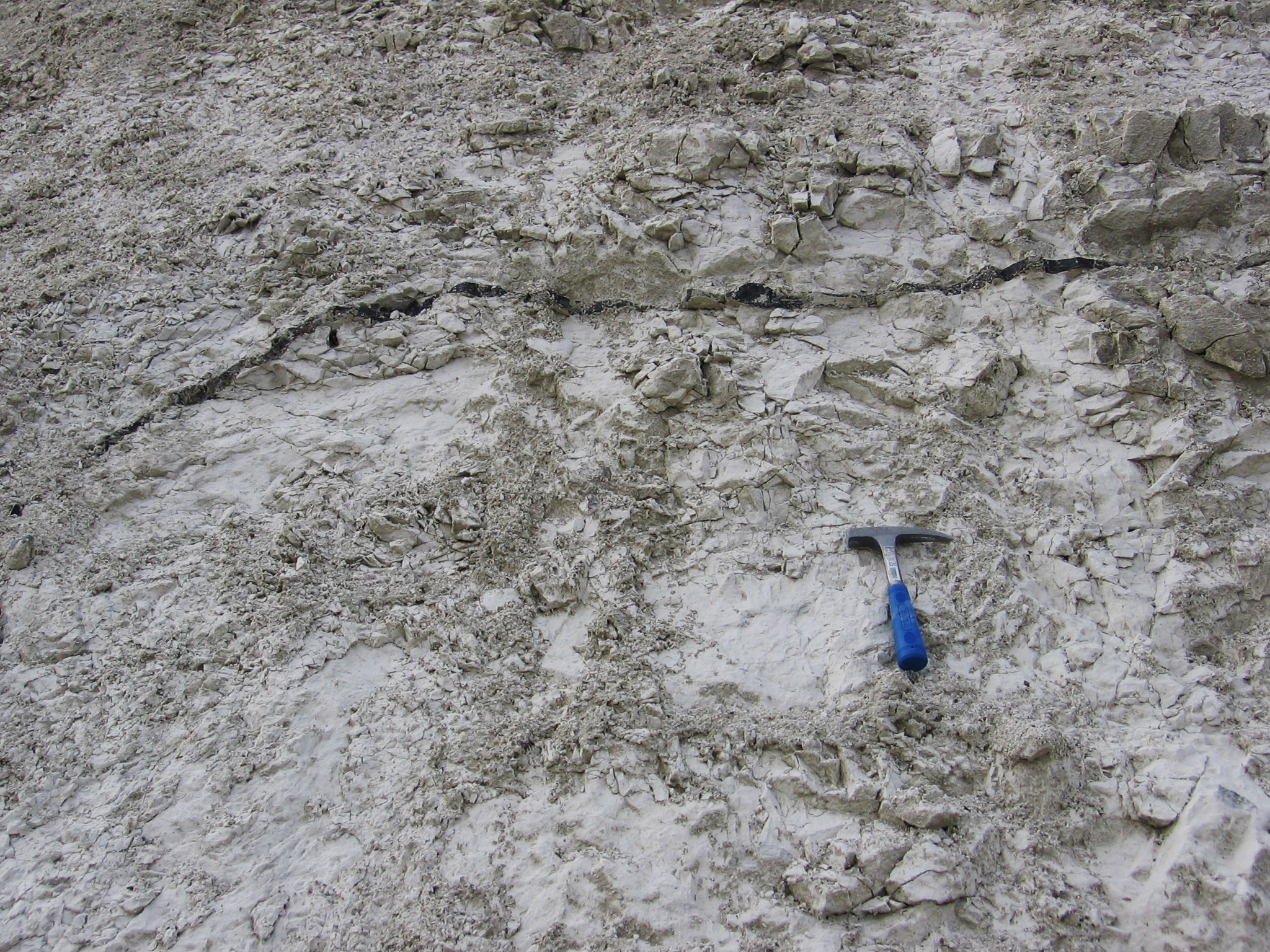
Paredão de giz do Cretáceo Superior em Møns klint, Dinamarca.

Há noventa milhões de anos, partes da atual costa norte da Europa encontravam-se abaixo do nível do mar. Protozoários como os foraminíferos viviam no fundo do mar entre os detritos que caiam das camadas superiores do oceano. As suas conchas eram formadas por calcite extraída da água do mar, e após a sua morte e por sedimentação as suas conchas formaram gradualmente leitos espessos no fundo marinho, que eventualmente se solidificaram em rocha ao longo de milhões de anos devido ao peso dos sedimentos sobrejacentes. Movimentos tectónicos posteriores relacionados com a formação dos Alpes elevaram estes depósitos marinhos acima do nível do mar.
Entre as mais famosas falésias de giz estão as falésias brancas de Dover na Inglaterra e Møns Klint na Dinamarca.